# Йоанна Сакович-Костецька
Йоанна Сакович-Костецька (пол. Joanna Sakowicz-Kostecka; нар. 1 травня 1984) — колишня польська тенісистка.
Найвищу одиночну позицію світового рейтингу — 138 місце досягла 9 жовтня 2006, парну — 312 місце — 23 червня 2003 року.
Здобула 3 одиночні та 1 парний титул.
Завершила кар'єру 2011 року.

## Фінали ITF

### Одиночний розряд: 7 (3–4)
| турніри $100,000 |
| турніри $75,000  |
| турніри $50,000  |
| турніри $25,000  |
| турніри $10,000  |

| Результат | Ранг | Дата              | Турнір              | Покриття   | Суперниця        | Рахунок       |
| --------- | ---- | ----------------- | ------------------- | ---------- | ---------------- | ------------- |
| Перемога  | 1.   | 3 червня 2001     | Варшава, Польща     | Ґрунт      | Ралука Чокіне    | 1–6, 6–2, 6–1 |
| Поразка   | 1.   | 18 листопада 2001 | Ступава, Словаччина | Тверде (i) | Петра Цетковська | 1–6, 4–6      |
| Перемога  | 2.   | 30 червня 2002    | Рабат, Марокко      | Ґрунт      | Ольга Калюжная   | 6–3, 7–5      |
| Поразка   | 2.   | 10 липня 2005     | Торунь, Польща      | Ґрунт      | Ана Тимотич      | 1–6, 2–6      |
| Поразка   | 3.   | 27 листопада 2005 | Ополе, Польща       | Килим      | Оксана Любцова   | 1–6, 6–3, 1–6 |
| Перемога  | 3.   | 10 грудня 2005    | Пршеров, Чехія      | Килим (i)  | Луціє Градецька  | 6–4, 6–4      |
| Поразка   | 4.   | 11 липня 2006     | Торунь, Польща      | Ґрунт      | Андрея Клепач    | 0–6, 2–6      |

### Парний розряд: 2 (1–1)
| Результат | Ранг | Дата           | Турнір           | Покриття | Партнерка        | Суперниці                           | Рахунок       |
| --------- | ---- | -------------- | ---------------- | -------- | ---------------- | ----------------------------------- | ------------- |
| Перемога  | 1.   | 23 червня 2002 | Таллінн, Естонія | Ґрунт    | Петра Цетковська | Петра Рюсеґґер Штефані Вайс         | 6–2, 4–6, 6–4 |
| Поразка   | 1.   | 5 липня 2005   | Торунь, Польща   | Ґрунт    | Зузана Гейдова   | Надія Островська Євгенія Савранська | 1–6, 5–7      |